# Bramshaw

Bramshaw est un petit village et une paroisse civile du Hampshire, en Angleterre. Il se trouve à l'intérieur du parc national New Forest.
Jusqu'en 1895, Bramshaw était divisé en deux parties, la moitié en Wiltshire et la moitié en Hampshire. Le village de Bramshaw s'étend sur plusieurs kilomètres le long de la route B3079, avec l’église au nord, le hameau de  Brook au sud et la croix de Stock en son centre.

## Vue d'ensemble
Bramshaw comprend de vastes étendues de terres appartenant à ((en) National Trust, and Crown Land), administrées par la Forestry Commission.
Il est situé à environ 16 km à l’ouest de Southampton.
La paroisse couvre les hameaux de Brook et Fritham.
Bramshaw Commons, propriété du National Trust, comprend 575 ha de landes seigneuriales et de biens communs.
L'un des meilleurs exemples de lande de plaine d'Europe est encore exploité par les poneys, cochons, ânes, bovins et moutons.
La paroisse possède le point le plus élevé de la New Forest à Pipers Wait, quelque 129 mètres au-dessus du niveau moyen de la mer.
Le site d'une chasse royale du XIVe siècle, Lodge (« Studley Castle »), peut être vu à proximité.
Le site de stocks et gallows piloris peut être vu à Stocks Cross, à l'intersection de Furzley Lane et de la route B3079. Les potences étaient encore en usage en 1831.
La ligne du sémaphore, (en) Admiralty Shutter Telegraph Line, avait une station à Telegraph Hill, près de Bramshaw. Station de signal optique, elle a été utilisée comme moyen de communication pour l'amirauté pendant les guerres napoléoniennes.

## Toponymie
Le nom Bramshaw signifie Bramble Wood.
Le nom Bramshaw dérive probablement d'un ancien mot anglais pour « bois de ronces ». Il se peut qu'il s'agisse du Bramshaw mentionné en 1418 dans un document juridique (apparaissant sous le nom de « Bremelelsthaw »).

## Histoire

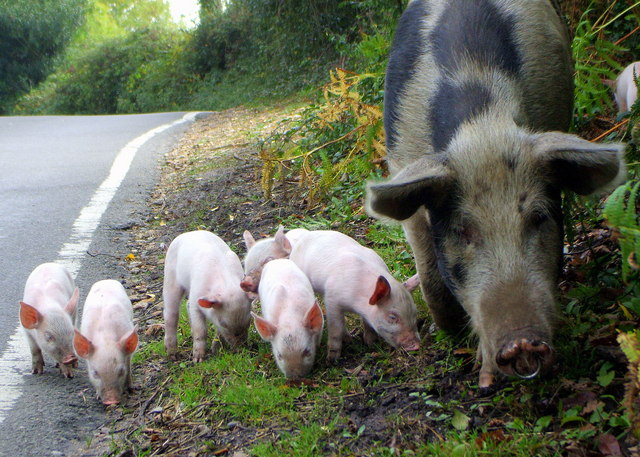
Porcs se nourrissant sur le bord de route à Bramshaw.

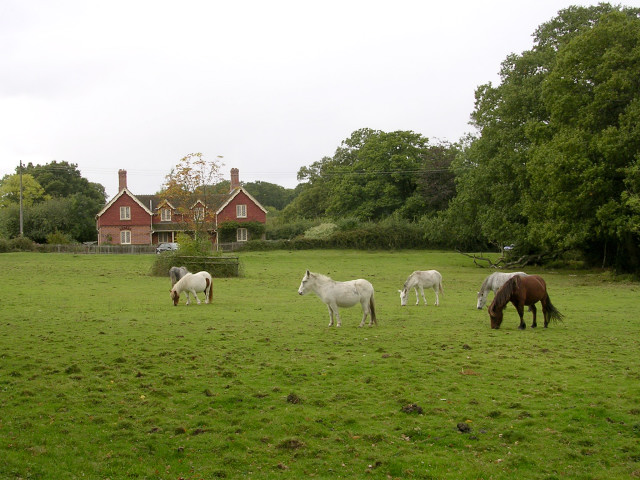
Stock's Cross - site d'un ancien pilori et d'une potence.

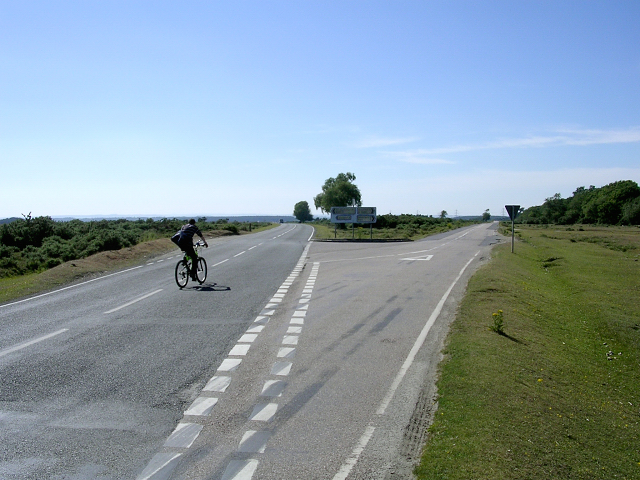
Telegraph Hill, site d'une ancienne station de signalisation de l'Amirauté.

Bramshaw apparaît deux fois dans le Domesday Book pour le Wiltshire, lorsque les terres étaient détenues par Wulfnoth et un certain Edmund.
 Odo de Bayeux était le suzerain de ces terres à Bramshaw au moment de l'enquête.
Le manoir de Bramshaw et celui de Britford semblent avoir été accordés par l'un des rois normands à la famille de Lacy au cours du XIIe siècle.
Au XVe siècle, le domaine a été vendu à Robert Lord Hungerford. Il a changé de mains pendant la Guerre des Deux-Roses, mais en 1485, il a été transmis à la famille Hungerford et a été attribué à Mary Hungerford, épouse de Sir Edward Hastings, 2ème baron Hastings.
Leur petit-fils, Henry Hastings, 3ème comte de Huntingdon, a vendu le manoir de Bramshaw (qui semble être aussi connu sous le nom de "Moore Closes") en 1561.
Il a encore été vendu à plusieurs reprises au cours des 150 années qui ont suivi, jusqu'à ce qu'il soit acheté en 1713 par Richard Paulet, dans la famille duquel le manoir est resté jusqu'en 1887.
Bramshaw était en partie dans le Wiltshire et en partie dans le Hampshire jusqu'à ce que le "County of Southampton Act de 1894" le place intégralement dans le Hampshire.
La limite du comté traversait le cimetière et l'église avec sa nef dans le Wiltshire et son chœur dans le Hampshire, des conseils (councils) séparés, un pour Bramshaw (Hampshire) et un pour Bramshaw (Wiltshire), qui ont survécu comme Bramshaw (Ouest) et Bramshaw (Est) jusqu'en 1932, année où ils ont été réunis.
L'école de Bramshaw a été fondée en 1812 et fermée en juillet 1977.
Au cours de ces 165 années, elle a accueilli les enfants de Bramshaw et des hameaux voisins de la New Forest,  Brook, Fritham et Furzley. Les enfants ont fréquenté l'école de Bramshaw, tout en travaillant dans la forêt et dans les domaines.
L'école a été d'abord une école de garçons, enregistrée en 1812 en tant qu'école nationale, l'école des filles et maternelle étant enregistrée en 1819 comme une « propriété privée », elle n’a été déclarée école élémentaire publique qu'en 1851, au moment où elle a commencé à bénéficier d’un financement public. George Eyre (1772-1837) était alors propriétaire du « domaine Warrens » local, c'est lui qui a fondé l'école , « démontrant une attitude paternaliste à l’égard des ouvriers et de leurs enfants, tout en offrant une originalité au village ». L’école est restée liée à la famille Eyre jusqu’à la mort de Mme Eyre en 1933. Après l’adoption de la loi de 1944 sur l’éducation, les garçons et les filles plus âgés ont déménagé dans une nouvelle école secondaire moderne à  Bartley, laissant localement deux classes, une pour les 5 à 7 ans et l'autre pour les 7 à 11 ans.
Lorsque l'école a fermé en 1977, les enfants de 5 à 8 ans sont allés à l' école de Copythorne, les enfants de 8 à 12 ans et plus sont allés à l'école intermédiaire de Bartley. Le bâtiment scolaire est devenu un logement privé.